# Coccoloba swartzii
Coccoloba swartzii là một loài thực vật có hoa trong họ Rau răm. Loài này được Meisn. mô tả khoa học đầu tiên năm 1856.